# Laosuchus
Laosuchus — вимерлий рід хроніозухій, відомий з пермсько-тріасового кордону Азії. Названо два види.

## Опис
Laosuchus naga представлений одним черепом і зчленованою лівою півщелепою, позначеною як зразок MDS-LPQ 2005-09, що зберігається в Музеї динозаврів у Саваннакхеті. Череп, довжиною приблизно 26 сантиметрів, за формою схожий на череп крокодила. Його довга морда мала крайові зуби-лабіринтодонти середньою висотою 9 міліметрів. Його ніздрі за формою схожі на Madygenerpeton pustulatus. Як і M. pustulatus, він також має орбіти овальної форми, які підняті над дахом черепа, але очні западини пропорційно менші. Його хоани відносно довгі порівняно з іншими хроніозухіями.
L. naga має низку ознак, які роблять його унікальним серед хроніозухій. У нього відсутні піднебінні бивні, на піднебінні є лише маленькі зубчики. Його шишкоподібний отвір значно зменшений, діаметром 1 мм. Поперечний фланець відходить від крилоподібної кістки, контактуючи з верхньою щелепою.

## Палеоекологія
Середовище відкладень, в якому відбувався L. naga, складалося з плетених річок, що переходять в алювіальні рівнини з надходженням вулканічних опадів. На додаток до цього, наявність системи бічної лінії та погано окостенілої мозкової оболонки означає, що L. naga проводив більшу частину свого часу у воді. За словами палеонтологів, які описали L. naga, його розміщення в неморських відкладеннях підтверджує сценарій, згідно з яким Північно-Китайський блок, Південно-Китайський блок і Індокитайський блок були з’єднані як півострів і пов’язані з Лаврусією протягом пермського та тріасового періодів.